# 人間標的
『人間標的』（にんげんひょうてき）は、1971年9月15日に松竹が配給した、藤原審爾『新宿警察　復讐の論理より』を井上梅次監督が映画化した、サスペンス映画である。主演は若林豪と山﨑努。

## 出演者
- 若林豪[5] : 根来刑事
- 山﨑努 : 山部
- 香山美子 : さく子
- 尾崎奈々 : 斗志子
- 目黒祐樹 : 村山刑事
- 中川加奈 : アケミ
- 神田隆 : 署長
- 中田昇 : 徳田刑事
- 巽仙太郎 : 戸川刑事
- 堀部隆一 : 宮田刑事
- 岡本忠行 : 沢野刑事
- 今井健太郎 : 藤林刑事
- 佐々木梨里 : めし屋の女
- 高木均 : 妹尾
- 柳沢真一 : 司会
- 今井健二 : 牧
- 太地喜和子 : おかつ
- 安部徹 : 仙田部長刑事

## スタッフ
- 監督 : 井上梅次
- 脚色 : 井上梅次
- 原作 : 藤原審爾
- 製作 : 上村力
- 音楽 : いずみたく
- 撮影 : 小杉正雄
- 編集 : 太田和夫

## 併映作品
- 『さらば掟』: 舛田利雄監督